# Angelika Arndts
Angelika Arndts, auch Angelica Arndts (* 17. April 1907 in Berlin; † 24. März 1996 in Zürich) war eine deutsche Schauspielerin, die vor allem in der Schweiz tätig war.

## Leben
Arndts nahm Schauspielunterricht in Berlin, wo sie auch kleine Rollen spielte. 1933 emigrierte sie zunächst nach Wien und dann nach Zürich. Am Schauspielhaus Zürich war sie ab 1938 bis in die 1990er Jahre engagiert. Neben ihren Theaterrollen wirkte sie auch immer wieder in Filmen, vor allem für das Schweizer Fernsehen, mit.

## Filmografie

### Kinofilme
- 1957: Konditorei Zürrer (Bäckerei Zürrer)
- 1962: Es Dach überem Chopf
- 1976: Jack the Ripper – Der Dirnenmörder von London
- 1985: Konzert für Alice

### Fernsehen
- 1962: Fuhrmann Henschel
- 1963: Eine Dummheit macht auch der Gescheiteste
- 1964: Geschichten aus dem Wienerwald
- 1964: Andorra
- 1968: Die Konvention Belzebir